# Maserati 5000 GT
Maserati 5000 GT — спортивный автомобиль класса гран-туризмо в кузове купе итальянской компании Maserati.

## Разработка
Maserati 5000 GT выпускался с 1959 по 1964 год. Всего было произведено 33 двухдверных купе.
Первый автомобиль в серии Tipo 103 был заказан персидским шахом Мохаммедом Реза Пехлеви, который был впечатлён Maserati 3500, но хотел более мощный двигатель. Он поручил главному инженеру Maserati Джулио Альфьери использовать несколько изменённый 5-литровый двигатель от гоночной Maserati 450S. За основу был взят Maserati 3500. При изготовлении кузова автомобиля Carrozzeria Touring использовали сверхлёгкие трубки и алюминиевый корпус. Вторая машина, также Touring, была представлена на Туринском автосалоне 1959 года.

## Описание

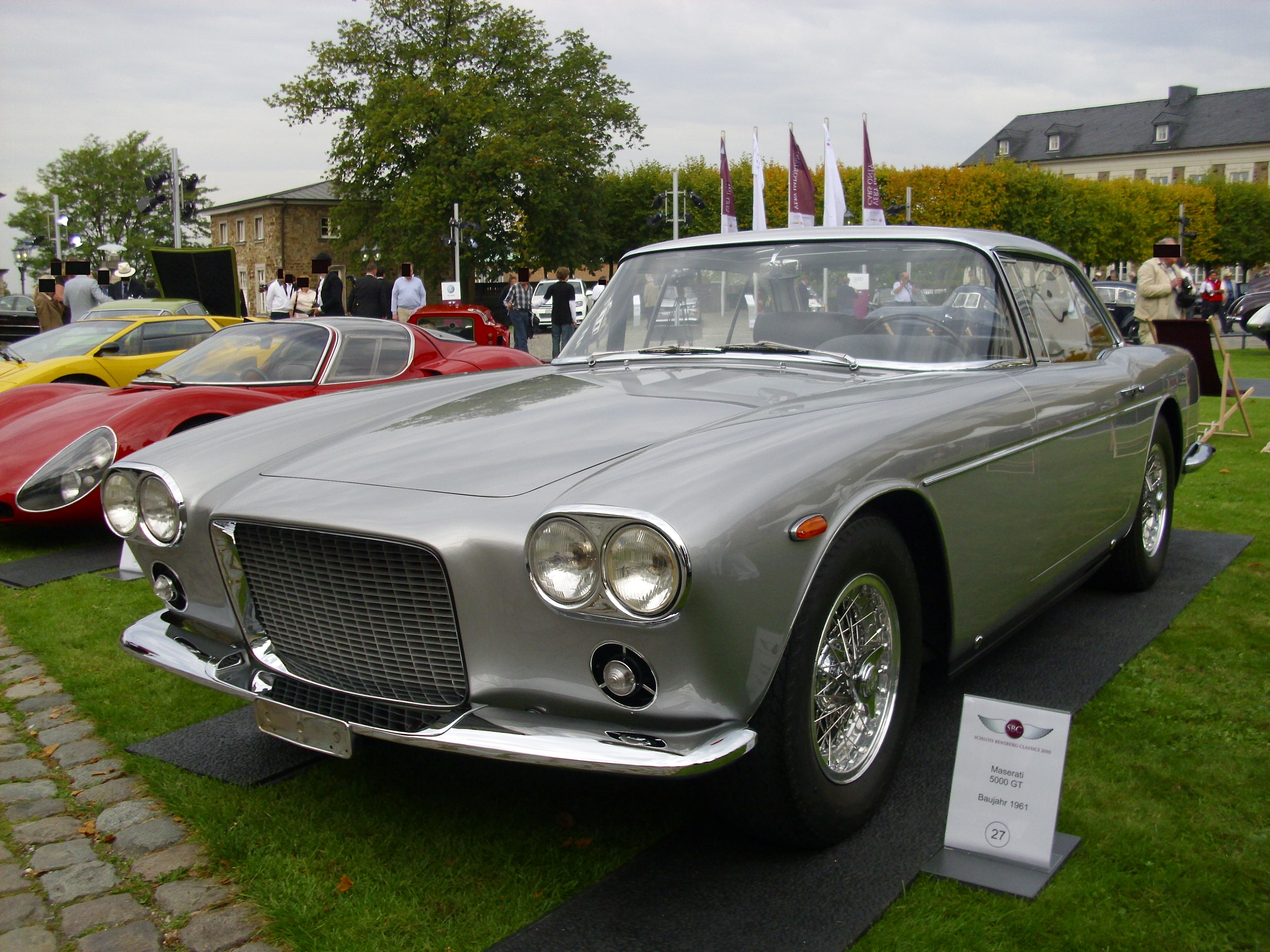
Maserati 5000 GT (Pininfarina)

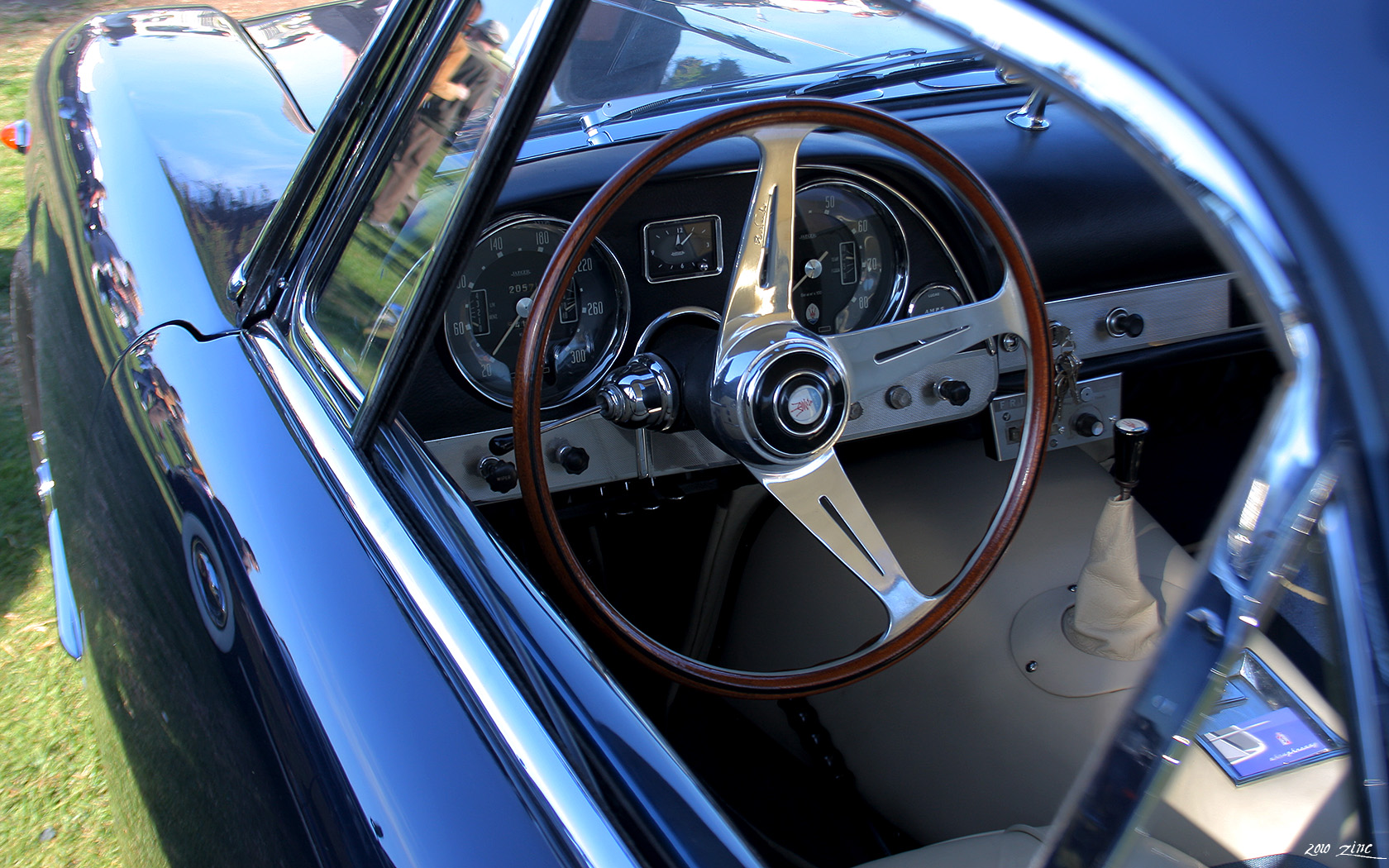
Приборная панель (Allemano)

Первый 5000 GT был оснащён двигателем V8 от Maserati 450S (четырёхклапанный, объёмом 4937,8 см³), механической системой впрыска Лукаса или четырёхкамерный карбюратор Weber (325 л. с. при 5500 оборотах в минуту), механической системой зажигания Magneti Marelli, двойными свечами зажигания и двойным топливным насосом, 4-ступенчатой коробкой передач ZF Friedrichshafen AG (позднее 5-ступенчатая), передние тормоза были дисковые, задние — барабанные (позже все — дисковые).
В 1960 году двигатель получил некоторые изменения: немного повышен объём до 4940 см³ с большим ходом и меньшим каналом для впрыска топлива; в новой конфигурации двигатель имел мощность 340 л. с. Обновлённый автомобиль представили на Туринском автосалоне 1960 года. После первого автомобиля Touring основным производителем кузова с 1960 года стал Carrozzeria Allemano — были выпущены 22 автомобиля, разработанных Джованни Микелотти. Другими производителями были Пьетро Фруа (3), Carrozzeria Monterosa (2), Pininfarina (1), Ghia (Серхио Сарторелли) (1), Джованни Микелотти (1), Bertone (Джорджетто Джуджаро) (1) и Carrozzeria Touring (более 2).
В 1964 году производство модели свернули по причине нехватки гоночных двигателей.

## Покупатели
В период производства цена Maserati 5000 GT была около $ 17000 (в два раза дороже Maserati 3500). Автомобили были построены по индивидуальным пожеланиям покупателей. Этот автомобиль приобрели много знаменитых людей в том числе Ага-хан IV, итальянский промышленник Джанни Аньелли, спортсмен Бриггс Каннингем, актёр Стюарт Грейнджер, бизнесмен Фердинандо Инноченти и президент Мексики Адольфо Лопес Матеос. Позже несколько автомобилей были куплены Альфредо Бренерсом, который выставил их на аукцион в 2003 году.